# Tremé
Tremé, anciennement Faubourg Tremé ou Tremé-Lafitte, est un quartier de La Nouvelle-Orléans, dans l'État de Louisiane, aux États-Unis. 

## Présentation
Tremé est l'un des plus vieux quartiers de La Nouvelle-Orléans, jouxtant le quartier historique du Vieux carré français. À l'époque de l'esclavage aux États-Unis, il est le quartier des personnes de couleur libres. Considéré comme le plus ancien quartier afro-américain des États-Unis, il est un lieu symbolique de la culture afro-américaine et créole louisianais.

### Géographie
Tremé est délimité par Rampart Street au sud, Canal Street à l'ouest, Esplanade Avenue à l'est et Broad Street au nord. Claiborne Avenue est l'axe principal du quartier. Les quartiers voisins sont 
- Seventh Ward (en) (nord)
- French Quarter (est)
- Iberville Projects (en) (sud)
- Tulane/Gravier (en) (sud)
- Bayou St. John (ouest)

En 1897, le quartier chaud de Storyville est créé par le détachement de quinze pâtés de maisons sur les hauteurs de Tremé, avant de fermer en 1917 puis d'être réhabilité dans les années 1930. Le secteur ne fait plus partie aujourd'hui de Tremé.

### Histoire
À l'origine, la plantation Morand occupe le site de l'actuel quartier Tremé. À la fin du XVIIIe siècle, Claude Tremé rachète cette plantation, séparée en deux en 1794 avec la construction du canal Carondelet. Des promoteurs lotissent des parcelles afin d'accueillir des populations de diverses origines ethniques, blancs, créoles et anciens esclaves noirs affranchis.
La place centrale de Tremé est Congo Square. Son nom d'origine est « Place des Nègres ». À l'époque de la Louisiane française, les esclaves s'y réunissent le dimanche pour danser. Le plaçage y est également pratiqué. Après la vente de la Louisiane, les autorités américaines tolèrent moins bien ces rassemblements non contrôlés, surtout à l'approche de la guerre de Sécession.
Au XIXe siècle, les fils de Jean-Louis Dolliole, Jean-Louis, Joseph et Pierre, bâtissent plusieurs maisons de style français, notamment avec leur toiture en pente.
À la fin des années 1960, de nombreux bâtiments du centre de Tremé sont démolis dans le cadre d'un projet de réhabilitation du quartier. Les terrains restent inoccupés pendant des années, jusqu'à la création du parc Louis Armstrong par la municipalité, englobant le Congo Square. Le parc rend hommage ainsi au musicien récemment décédé, bien qu'il ne soit pas du quartier et qu'il y ait peu joué. Les musiciens originaires de Tremé sont Alphonse Picou, Kermit Ruffins, Lucien Barbarin et le roi de Tremé, Shannon Powell.
En 1970 et 1971, le New Orleans Jazz & Heritage Festival se déroule à Congo Square. Par la suite, le festival de jazz ayant pris de l'importance, la municipalité le transfère à l'hippodrome de La Nouvelle-Orléans.
En 2005, La Nouvelle-Orléans est frappée par l'ouragan Katrina. Les inondations concernent Tremé sans en menacer les maisons les plus anciennes. À la suite de ces événements un phénomène de gentrification se met en place dans la partie sud, amenant des populations non afro-américaines.

## Galerie

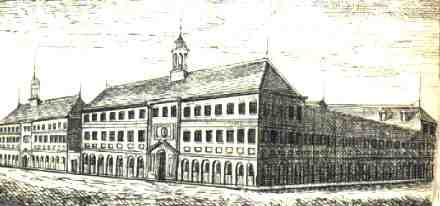
Parish Prison, Tremé (1838)
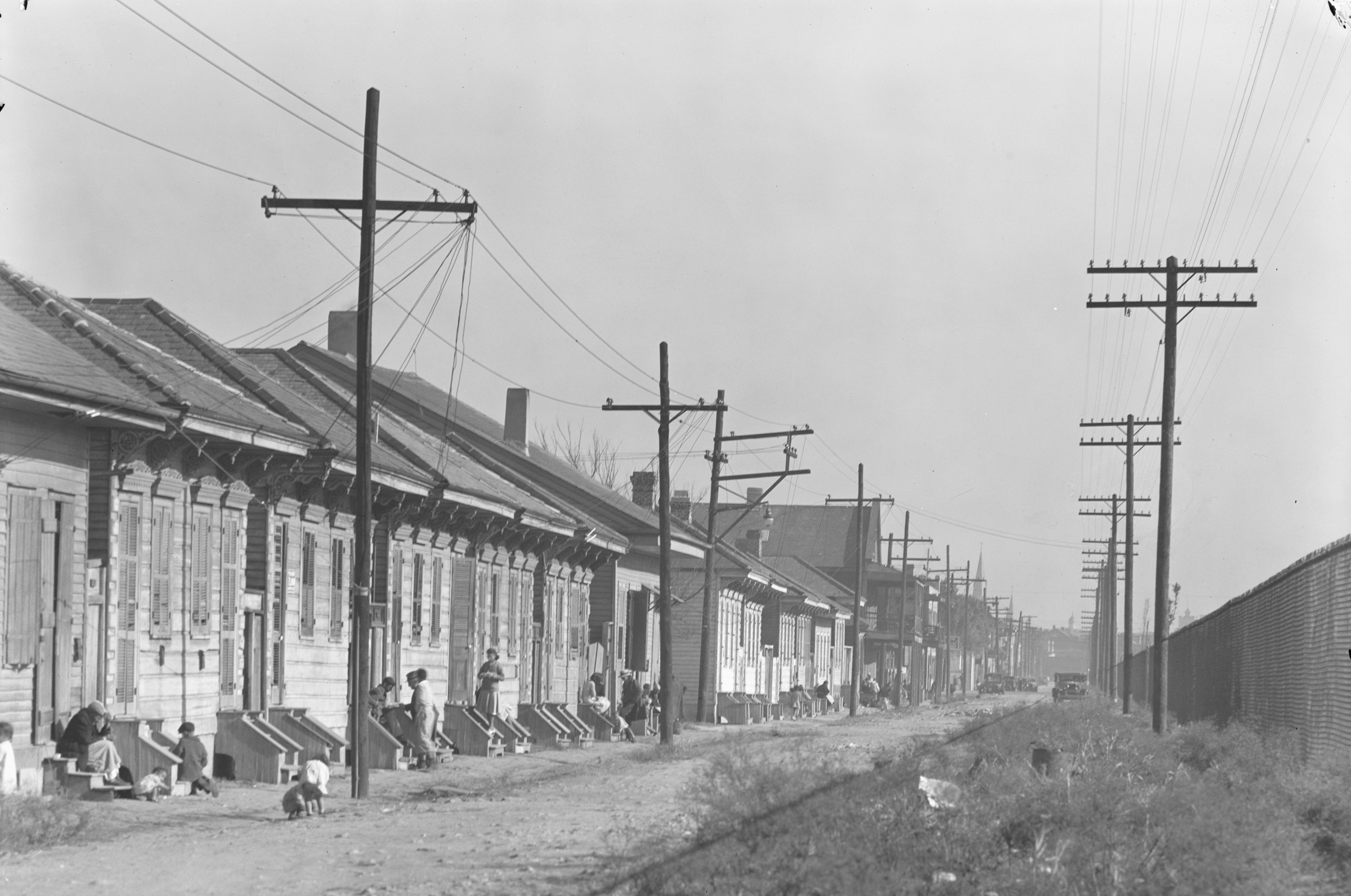
New Orleans Negro street (1935)
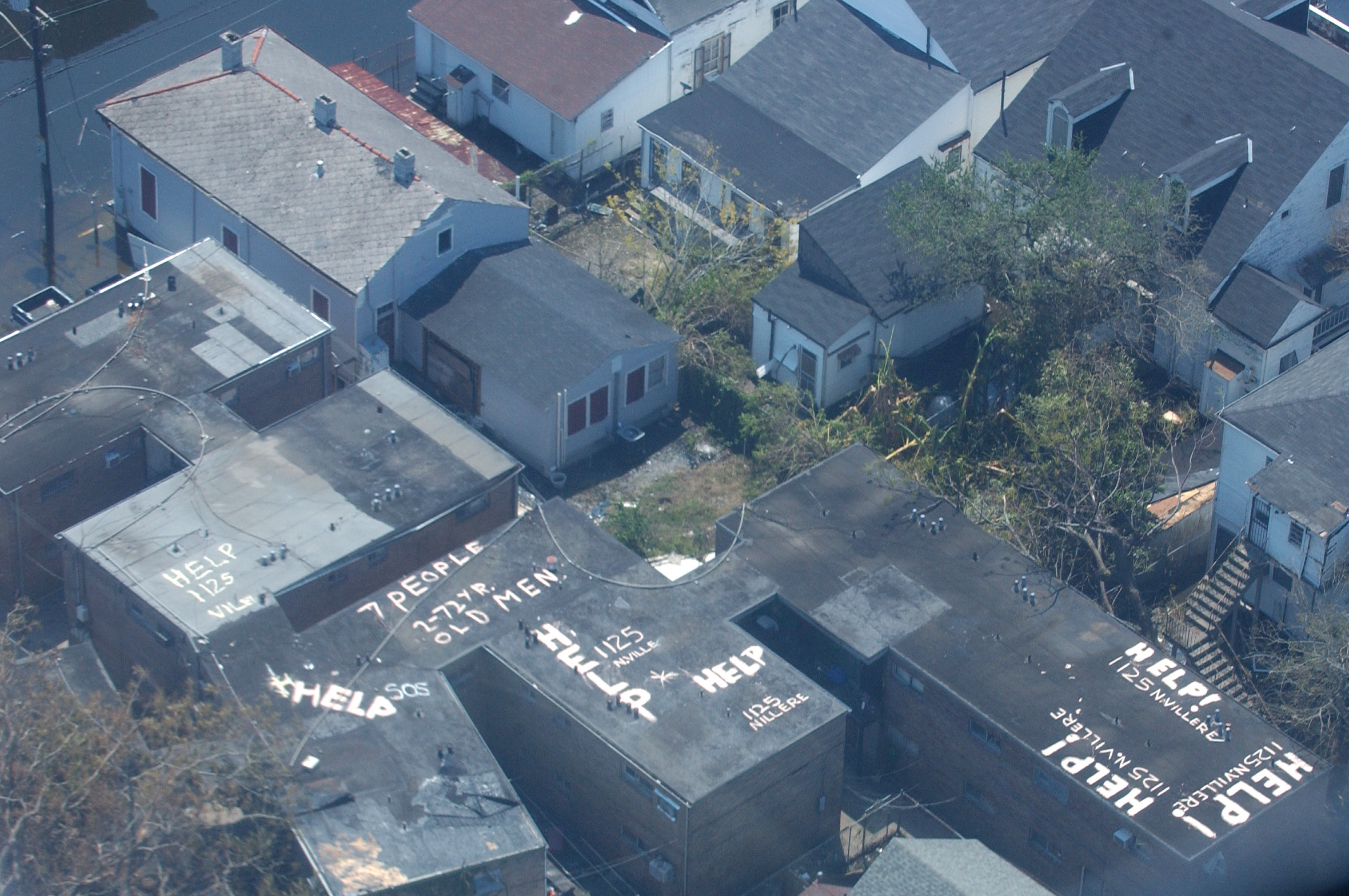
Tremé après le passage de l'ouragan Katrina

## Culture populaire
En 2010, la chaîne HBO lance une nouvelle série du nom du quartier : Treme.
En 2019, le rappeur français Nekfeu parle de Tremé dans son morceau Premier Pas issu de l’album Les Étoiles vagabondes.